# Не спати до Різдва
«Не спати до Різдва» (англ. No Sleep 'Til Christmas) — романтична кінокомедія 2018 року про чоловіка та жінку, яких об'єднує лише те, що вони можуть засинати тільки разом.

## Сюжет
Ліззі Гіннел працює організатором свят. Останнім часом у неї безсоння. Її наречений — лікар Джош Райт все зробив, аби кохана почуваась краще, але медицина була безсилою. Через відсутність сну жінка в робочі часи почувалось млявою, сонливою, малоактивною. Навіть спланувати своє весілля, яке незабаром, Ліззі не в змозі.
Однієї ночі, коли Гіннел черговий раз не могла заснути, жінка поїхала кататися на машині й збила чоловіка. Вона підвозить його до лікарні й двоє не помітили як заснули на стоянці. Зранку героїня відчуває себе бадьорою, сповненою ідей. Наступної ночі вона знову не могла заснути, через це була неуважною: провела невдалу зустріч з клієнтом, потрапила в поліційний відділок, тому не прийшла на примірювання весільної сукні. Жінка вирішує знайти Біллі Вілсона за назвою бару, в якому він працює. Ліззі пропонує йому угоду, на яку чоловік погоджується. Тепер вони мають спати разом. За отримані кошти Біллі купує власний бар. В день відкриття Гіннел з подружками влаштовує там дівич-вечір. Під час виконання пісні між Ліззі та Біллі щось промайнуло. Незабаром Джош дізнається про угоду нареченої, але перевіривши їхні слова, вірить.
Біллі вирішує зізнатися в коханні Ліззі, проте йому це не вдається. Ніч перед весіллям була безсонною. Під час весільних присяг наречена засинає. Джош та Ліззі вирішують розійтися. Жінка наздоганяє Біллі. Через рік вони сплять разом, а в сусідній кімнаті кричить немовля.

## У ролях
| Актор              | Роль         |
| ------------------ | ------------ |
| Одет Еннейбл       | Ліззі Гіннел |
| Чарльз Майкл Девіс | Джош Райт    |
| Шеріль Лі Ральф    | місіс Райт   |
| Дейв Аннебл        | Біллі Вілсон |
| Стейсі Мак-Ганнігл | Крістіна     |
| Бріттані Брістоу   | Нікола       |
| Джесс Салгейру     | Джемма       |
| Альфонсо Мак-Олі   | Енді         |
| Скотт Кавалейро    | Саймон Мослі |
| Браян Колбек       | Бентлі       |

## Створення фільму

### Виробництво
Виробництв фільму розпочалось у червні 2018 року. Знімання стрічки проходили в Торонто влітку 2018 року.

### Знімальна група
- Кінорежисер — Філ Треілл
- Сценарист — Стів Сміт, Філ Треілл
- Виконавчий продюсер — Кемерон, Брент Шилдс, Філ Треілл
- Композитор — Джефф Гарбер
- Кінооператор — Марк Ірвін
- Художник-постановник — Пітер Коско
- Артдиректор — Глен Чарлз Лендрі
- Художник-костюмер — Шеллі Мансел[3]

## Сприйняття
Фільм отримав змішані відгуки. На сайті Rotten Tomatoes оцінка стрічки становить 20 % на основі 13 відгуків від глядачів (середня оцінка 2,5/5). Фільму зарахований «розсипаний попкорн» від глядачів, Internet Movie Database — 7,0/10 (538 голосів).